# 于阗
闐（又作于寘；維吾爾語：خوتەن پادىشاھلىقى‎；维吾尔译称“和阗王国”），古代西域王国，汉、魏、晋均称为于阗，唐代安西四镇之一。《元史》也称之为斡端。古代居民操塞语，另一说法为藏族和印度的混血部族；于闐語則屬東伊朗語。尉遲烏僧波统治下与归义军关系密切，这时期以后于阗开始使用年号，于阗国于公元1006年被喀喇汗国所灭，该地遂被伊斯兰教化。
于闐王國是一個古老的伊朗塞迦人創立的佛教王國，位在塔里木盆地的塔克拉瑪干沙漠的南端（在現代中國的新疆），有一條絲綢之路的分支在此沿著向西行。其古代都城约特干位於現代的和田市西邊。從漢朝到至少唐朝稱為于闐、于窴或者于寘。這個大多數人是佛教徒的王國已經存在了超過1000年，直到公元1006年在新疆的突厥化和伊斯蘭化時期被回教的喀喇汗國征服。
于闐建立在綠洲之上，除了本地其他主要產品，如著名的軟玉和陶器外，當地的桑樹林得以讓人們生產和出口絲綢和地毯。儘管于闐是絲綢之路上的重要城市，也是古代中國著名的玉石來源，但它本身的面積卻相對狹小——在于闐綠洲的约特干（Yōtkan）古城周長只約為2.5至3.2公里。然而，由於幾個世紀以來當地人民的尋寶活動，古老的城市的許多考古證據已被破壞殆盡。
于闐的居民使用伊朗東部語言的塞語（在于闐使用的稱為于阗塞语或于阗语）和健馱邏語（一種與梵語有關的印度－雅利安語）兩種語言。關於于闐人之中，來自南亞、講健馱邏語的，相對於來自歐亞大草原的伊朗裔印度-歐洲人、講塞語的塞迦人，在種族和人類學上各占的比率，現今仍存在爭議。從公元3世紀開始，在于闐皇家宮廷中說的健馱邏語受到明顯的語言上的影響。到了公元10世紀，于闐塞語也被證實在于闐宮廷中使用，而且于闐的統治者也在行政文件上使用塞語。

## 名称
于阗又作于寘，可能为的对音，其完整形式为（原意为“牛”，后用来称呼于阗人）加上伊朗语的后缀（“斯坦”，土地）组成，意为“牛国”。伊朗学家H.W.贝利则认为，这个地名可能和贵霜王胡毗色伽有着同一个词根，比较于阗塞语的hvāṣṭa（意为“最好的、最主要的”）。
于阗在于阗语中的早期形式为，晚期发展为//的形式，汉文对音为“涣那”，元代则称之为“五端”“兀丹”“斡端”等。
在《史记·大宛列傳》和《汉书·西域传》当中，此地被称為于闐（郑张尚芳上古拟音*ɢʷa diːn，高本汉拟音gi̯wo-d'ien）
玄奘《大唐西域记》中说：“瞿薩旦那國，唐言地乳，即其俗之雅言也。俗語謂之渙那國，匈奴謂之于遁，諸胡謂之豁旦，印度謂之屈丹，舊曰于闐訛也”。《悟空入竺记》说：“于阗（亦云于遁），梵云瞿萨怛那（唐言地乳国）”。现代研究认为，“瞿薩旦那”一名为民间词源，是于阗本地的佛教传说附会为梵语的（即《西域记》所谓“唐言地乳”）。佛教梵语中写做gaustana-deśa、gāṃstana-deśai（“瞿薩旦那國”）等，此外佛教梵语中还有Gosthana、Godana、Godaniya、Kustana等形式。《西域记》中还举出了渙那、于遁、豁旦和屈丹等类似的名称。
公元7世紀至8世紀期間，吐蕃称该王国为“李域”（藏語：ལི་ཡུལ་，威利转写：li-yul）或者“江热木布”（藏語：ལྕང་ར་སྨུག་པོ་，威利转写：lcang ra smug po，意思是“红柳林”）；称该王国的都城为Hu-ten、Hu-den、Hu-then或Yvu-then。
本地文献中对该地的称呼亦随时间推移而改变。约在公元三世纪，当地的佉卢文文献中称此地为Khotana，而后在婆羅米文书写的于阗塞语文献中则称之为Hvatäna、Hvatana。其后则演变为Hvaṃna，即《西域记》中所记的渙那，更晚则有Hvaṃ、Hvaṃ kṣīra（“于阗之地”）、Hvanya kṣīra等形式。摩尼教粟特语中出现了于阗的形容词形式xwδnyk，此外图木舒克语中出现的hvadane和hvadna可能也是指于阗。
在西方常用的Khotan来自早期新波斯语，《世界境域志》中提到于阗则用了khutan。《马可波罗游记》称之为Cotan，早期进入中国的耶稣会传教士鄂本笃则将该地称作Quotan。
在公元9世紀與晚唐時駐紮在沙洲（即敦煌）的地方政權歸義軍結盟時使用了Yūttina的名稱（于阗塞语）。在一部作者不明的佛教文献《翻梵语》中，“于填國”条下注释说：“應云優填耶那，譯曰後堂”，据伯希和，“優填耶那”是梵语udyāna，意为“花园、园林”，即该书中的“後堂”，他认为这个作者将于阗、乌仗那和梵语udyāna三者混淆了。

## 領土
于阗地处塔里木盆地南沿，东通且末、鄯善，西通莎车、疏勒，盛时领地包括今和田、皮山、墨玉、洛浦、策勒、于田、等县市，都西城（今约特干遗址）。
綠洲的地理位置是其成功和取得財富的主要因素。于闐北部的塔克拉瑪干沙漠是地球上最乾旱，最荒涼的沙漠氣候之一，其南部是無人居住的崑崙山脈。東部除了尼雅以外，幾乎沒有其他綠洲，因此旅行困難，而從西部進入則相對容易。于闐從塔里木盆地的白玉河和墨玉河兩條河流取水灌溉，這兩條河帶來大量的河水，使得以在乾旱氣候下生活。山脈旁邊的位置不僅為作物提供了灌溉，而且還增加了土地的肥沃性，因為河流降低了山地的坡度並帶來沉積物，從而創造了更肥沃的土壤，提高了農業的生產力，讓于闐因生產穀物和水果而聞名。因此，于闐的命脈是靠它位在崑崙山脈附近，沒有這個因素，它就不會成為絲綢之路沿線中最大，最成功的綠洲城市之一。
于闐王國是塔里木盆地中發現的眾多小國之一，其中包括莎車、樓蘭（鄯善）、吐魯番、疏勒國、焉耆和龜茲（後三者與于闐一起構成了唐朝的安西四鎮）。西邊是中亞的粟特和巴克特里亞。周圍環繞有強鄰，如貴霜帝國、中國、西藏，和曾經一度的匈奴，這些鄰居在不同時期都曾已經或試圖對于闐給予影響。

## 歷史
從很早開始，就有不同的印歐語系族群居住在塔里木盆地，例如吐火羅人和塞迦人。商和周墓葬中發現的于闐玉石所製的器物表明，于闐的玉石在建城之前已在中國交易了很長時間。玉石貿易一般認為是由月氏人所推動的。

### 于阗建國傳說
于闐的創立傳說有四個版本，這些可在中國往西方取經的玄奘作品中，以及于闐文獻的藏文翻譯中找到。所有這四個版本都表明這座城市是公元前3世紀左右在印度阿育王統治時期，由來自印度的部族所建立的:77–81。
根據其中一種版本的說法，據說在遠古的塔克西拉部落中一位祖先追溯到多聞天王的貴族，把孔雀王朝統治者阿育王的兒子庫納拉（Kunãla）弄瞎。作為懲罰，他們被放逐到喜馬拉雅山北麓，在于闐定居，並推選了其中一位為國王。然而，隨後他們與來自中國的另一族群發生戰爭，中國族群的首領接任國王，把兩個殖民地合併。在另一個版本中，是庫納拉本人被放逐，並創立了于闐。
傳說表明于闐是由印度西北部和中國人遷入定居，並可能解釋了自漢朝以來于闐被分為東城和西城的情況。也有人認為相關傳說是虛構的，因為他忽略了在當地的伊朗人口，而傳說的目的是解釋公元7世紀在于闐已存在的印度和中國影響。根據玄奘記載，当地人認為，自于闐創立以來，皇室統治就一直沒有中斷過。證據表明，至少從公元3世紀起，于闐國王就以伊朗語為基礎的字眼作為頭銜，這表明他們可能會說某種伊朗語。
19世紀馬爾克·奧萊爾·斯坦因在尼雅發現了用佉卢文所寫的普拉克里特諸語言文書，其中有于闐立國傳說，斯坦因認为，在塔里木盆地的這些人是印度塔克西拉的移民，他們征服了于闐並在此殖民。然而，使用普拉克里特諸語言可能是貴霜帝國影響力的所遺留的結果。根據在塔里木盆地各個地點發現的希臘化藝術品等證據，于闐早期也受到希臘的影響，例如，在于闐附近發現的山普拉掛毯，和在樓蘭附近發現描繪希臘神荷米斯以及有翼的珀伽索斯的掛毯，還有一些陶瓷物件，可能暗示著影響來自遙遠的希臘化的埃及托勒密王國。因此，一個假設是，該地區的早期移民可能是來自塔克希拉的混血族裔，他們是由希臘化塞迦人或印度-希臘人領導人率領來此，並採用希臘-巴克特里亞王國行政和社會組織建立了于闐王國。

### 塞迦人移入
在于闐找到的以後幾個世紀的文獻指出，于闐人民說的是塞迦語，這是一種東部伊朗語，與粟特語有密切的聯繫。作為印歐語系的一種語言，塞迦語與塔里木盆地毗鄰地區所使用的吐火羅語之間有比較遙遠的聯繫。塞迦語還與吐火羅語共享語言學上的区域特征。尚不確定塞迦人何時遷入于闐地區。山普拉掛毯的考古證據（Shanpulu; سامپۇل بازىرى  / 山普鲁镇）表明塞迦族人可能在公元前一千年的最後時期已在于闐附近定居，但是有些人認為塞迦人是在于闐城市創立之後才遷入。塞迦人可能早些時候就居住在塔里木盆地的其他地區，在于闐以東200公里處的克里雅河的圓沙古城綠洲區域發現了一個被認為是塞迦人居住的遺跡，時間可推到公元前公元第7世紀。塞迦族人在中國古代記載中稱為“塞”。這些記錄表明，他們最初居住在現代吉爾吉斯斯坦和哈薩克斯坦的伊犁河和楚河河谷。在《漢書》中，這一地區被稱為“塞人之鄉”，即塞迦。根據司馬遷《史記》，最初來自中國天山與甘肅的敦煌之間地區的印歐種族月氏人，在公元前177年-176年被匈奴族人冒頓單于軍隊攻擊，並被迫逃離甘肅的河西走廊。
接著，月氏則攻擊並迫使塞族向南撤離。塞迦人在公元前140年穿越錫爾河進入巴克特里亞。後來塞迦人還遷入印度北部以及塔里木盆地的其他地點，如于闐、焉耆、莎車和龜茲。一種理論是，塞迦族人在希臘-巴克特里亞王國希臘化，然後他們或一個種族混雜的希臘化的斯基泰人遷移到莎車和于闐，或更早地從印度-希臘王國的塔克西拉遷居到這裡。
在鄰近的鄯善國（樓蘭）發現的公元3世紀用普拉克里特諸語言書寫的的文件顯示，于闐國王被賦予了“hinajha”頭銜（意为“大元帥”），這是一個明顯的伊朗語的單詞，相當於梵文頭銜大元帥（senapati）。據已故伊朗研究學者罗纳尔德·埃里希·艾默里克教授（卒於2001年）稱，這與記錄中的國王統治時期而被推定為于闐國王kṣuṇa的事實“暗示著伊朗居民與王權之間已建立的關聯”。他說，于闐在公元10世紀的用于闐塞迦語撰寫的皇家詔書“可證明于闐的統治者很可能是說伊朗語的人。”此外，他詳細闡述了于闐的早期名稱：
于闐的名字有許多可以印證的拼寫方式，其中最古老的形式是hvatana，有書寫者大約在公元7到10世紀時使用伊朗語在文本裡面也稱乎這個地方為hvatana。在兩個密切相關的伊朗方言，粟特語和圖木舒克語兩者也證明名稱相同。因此，有人推論將其解釋為伊朗語的用法，這在歷史上具有某種程度重要意義。我個人比較喜歡使用塞迦人之名進行語義學上的解釋，因為在于闐的伊朗居民說的語言與公元前1世紀以來印度西北部塞迦人所使用的語言緊密相關。
後期在于闐和圖木舒克（喀什東北部）發現了用于闐塞迦語撰寫的各式文件，範圍包括醫學文獻到佛經。在敦煌也發現了類似的文獻，多數是在公元10世紀時撰寫的。

### 早期時代
公元2世紀，一個于闐國王幫助南亞貴霜帝國的著名統治者迦膩色伽一世（由印度-伊朗語族月氏人建立）征服了印度中期王國的重要城鎮薩凱特：
根據《漢書》第96A章，從公元前125年到公元23年這段時間，于闐有3,300戶家庭，19,300個人和2,400人有作戰能力。

### 汉代以前及漢代和六朝
传说中于阗国为孔雀王朝阿育王的一子地乳王所建立，建于公元前232年。早期居民有来自南亚的印度人、汉人、西藏人以及来自伊朗的西徐亚人。
根据汉书记载，于阗在公元前125年至公元25年间，于阗有3300户，1万9千300多人口以及有2400名士兵。
汉朝张骞通西域后，到汉宣帝时属西域都护。东汉建武末期，于阗被当时强盛的莎车所吞并。汉明帝永平（公元58-76年）年间，于阗将士休莫霸称王，并起兵反抗莎车统治。休莫霸死后，其年长的儿子广德继位并继续抗争，汉明帝永平四年（公元61年）打败并兼并了莎车。自此开始于阗走向盛世，使除开同时期也很强大的鄯善国（位于罗布泊区域，首都在若羌）外，精绝（尼雅遗址）西北远至疏勒（喀什)等十三国都向于阗称臣。从此开始，于阗和鄯善是在葱岭（帕米尔高原）以东部整个地区，丝绸之路南道维二的强大国家。十六年（73年），汉军司马班超至于阗，广德杀匈奴使者降汉，班超以此为根据地，北攻姑墨，西破莎车、疏勒，于阗都出兵相助。
随着于阗在地方贸易的发展，以及成为兴起的丝绸之路贸易的一环，于阗得以迅速的发展。根据后汉书记载，于阗此时有三万二千户，8万3千多人以及有三万多的士兵。
魏晋南北朝时期，仍向中原王朝进贡。又兼并戎卢、扞罙、渠勒、皮山等国。西晋时，与鄯善、焉耆、龟兹、疏勒并为西域大国。北魏年间，曾先后被吐谷浑、柔然攻袭，国势渐衰。

### 唐代
唐太宗貞觀年间，于阗王尉迟屋密遣子入侍唐廷。唐高宗显庆三年（658年），于阗编为唐安西四镇之一，成为丝绸之路南道最重要的军政中心。

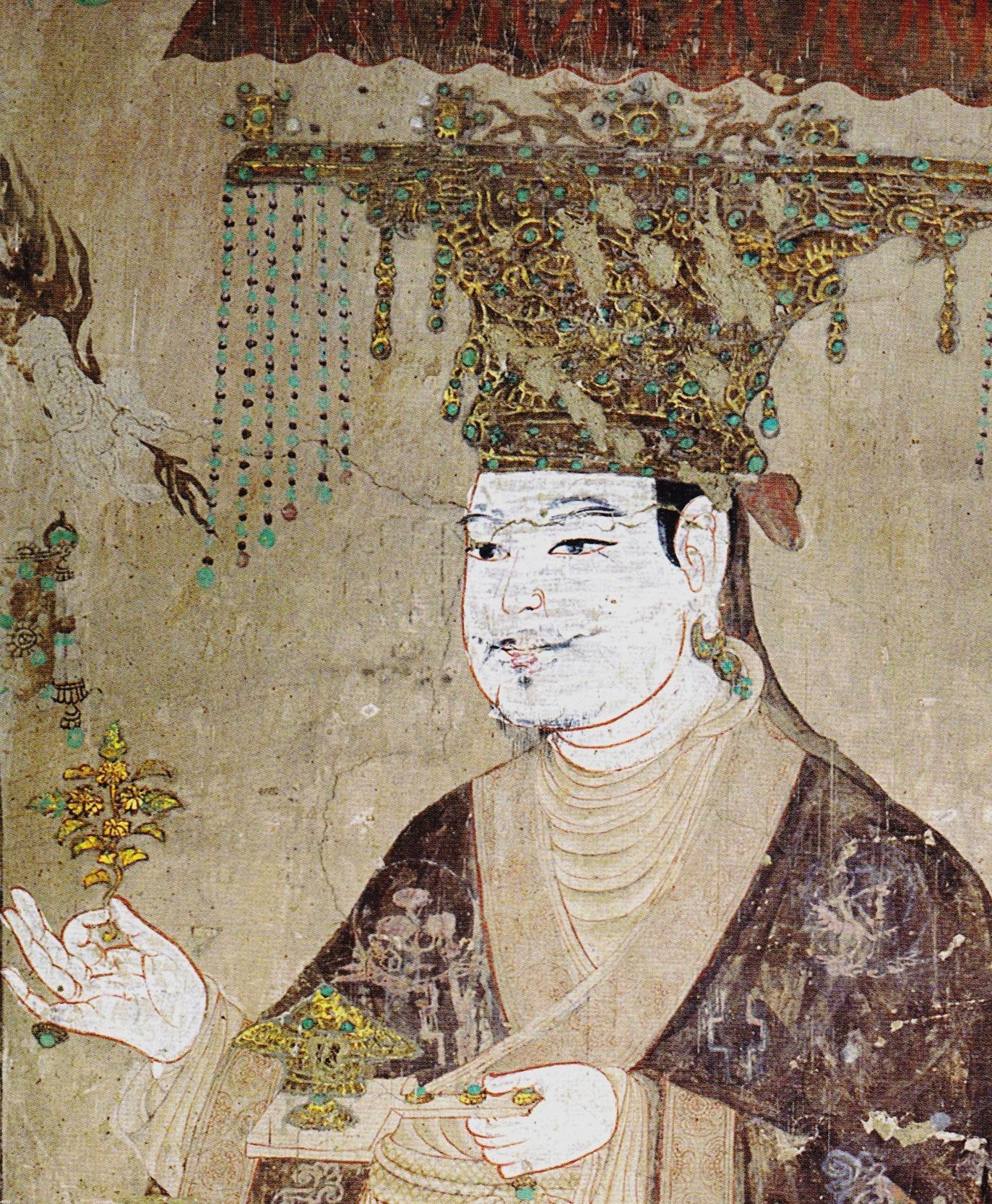
出土于敦煌莫高窟的于阗国王李聖天壁画像。

7世纪中叶，南方的吐蕃势力开始崛起，吐蕃人称于阗为“李域”（藏語：ལི་ཡུལ་）或者“江热木布”（藏語：ལྕང་ར་སྨུག་པོ་，意思是“红柳林”）。吐蕃与唐朝争夺西域的霸权，蕃军于670年进入塔里木盆地，于阗被吐蕃攻占。上元元年（674年），于阗王伏阇雄击走吐蕃，亲自入唐，唐在于阗设毗沙都督府，下辖6城等10羁縻州，任命伏阇雄兼都督。唐玄宗天宝年间，尉迟胜入唐，唐玄宗嫁以宗室之女，并授予右威卫将军、毗沙府都督。安史之乱时，尉迟胜亲自率兵赴援唐廷，乱平后，终老长安。唐肃宗乾元三年（760年），唐授尉迟曜兼四镇节度副使，并管理本国事。他率领当地民众与唐镇守军一起戍守于阗，坚持到唐德宗贞元六年（790年），为吐蕃攻占。
9世纪中叶，吐蕃内乱势衰，于阗获得了独立，仍由尉迟氏统治。9世纪末叶，开始和敦煌的沙州归义军政权交往。

### 宋元明清
北宋初，于阗使臣、僧人数次向宋进贡。在10世纪末，喀喇汗国开始入侵于阗，在战争初期，于阗占据优势并在970年占领了喀喇汗国德喀什，获得的战利品除开常见东西外还得到了大象，并向宋朝进贡了一头会跳舞的大象。但在1006年，喀喇汗国在付出沉重代价后攻陷了和阗城，吞并了于阗，结束了于阗李氏的统治。但于阗的佛教徒持续抵抗了半个多世纪。喀喇汗国的皇室作家麻赫穆德·喀什噶里用了一首简短的诗来描述这次入侵：
我们的降临就如一场洪水，我们走进他们的城市，我们拆毁他们崇敬的佛像寺庙……
明永乐六年派遣使者进贡。
于阗在喀喇汗国的统治下，语言和人种逐渐突厥化，并皈依了伊斯兰教。在1271至1275年间，马可波罗曾来过于阗，并记载于阗人已全尊崇默罕默德。后经西辽、蒙古帝国、察合台汗国、叶尔羌汗国、准噶尔汗国的统治，到乾隆二十四年（1759年）被清军纳入清朝治下，清德宗光绪九年（1883年）置和闐直隶州。

#### 突厥-伊斯蘭教徒征服佛教國于闐
公元10世紀，伊朗的塞迦佛教王國于闐是唯一尚未被突厥維吾爾族（佛教）和突厥喀喇汗（回教）兩國征服的城市國家。在10世紀後期，于闐展開與喀喇汗國的鬥爭。回教對喀什以東的佛教小國的征服始於公元934年，當年喀喇汗國蘇丹薩圖克·博格拉汗皈依回教。薩圖克·博格拉汗和他的兒子穆薩指示努力讓喀喇突厥人皈依回教，並進行軍事征伐，回教的喀什和佛教的于闐之間爆發了一場漫長的戰爭。據說薩圖克·博格拉汗的外甥或孫兒阿里阿尔斯兰汗在與佛教徒的戰爭中陣亡。公元970年，于闐短暫地從喀喇汗國人手中奪下了喀什，根據汉文文献的說法，于闐國王主動提出向中國朝廷表示呈送貢品，提到一頭從喀什俘來會跳舞的大象。
喀喇汗國和于闐之間的戰爭，在約在公元1700年－1849年間在回部用東突厥語（現代維吾爾語）所寫的四個殉難的伊瑪目的訓誡一書中有敘述，此書可能是基於較古老的口頭傳述記載為文字。它包含一個故事，講述來自名為“瑪達因”的城市（可能是泰西封，在現代伊拉克），四名伊瑪目幫助喀喇汗國領導人優素福·卡迪爾汗征服于闐、莎車以及喀什。多年的戰鬥中，“血流如阿姆河水”，“腦袋在戰場上像石頭一樣亂扔”，直到“異教徒”被優素福·卡迪爾汗和四個伊瑪目擊敗並驅逐到于闐。然而，伊瑪目們在回教徒最後一次勝利之前被佛教徒暗殺。儘管他們是外國人，但于闐地區目前的回教人口仍將他們視為當地的聖人。1006年，在喀什的穆斯林喀喇汗國統治者優素福·卡迪爾·汗（Yusuf Qadir Khan）最終征服于闐，于闐不再是獨立佛教國。于闐與宋朝之間的某些通信仍斷斷續續地進行，在1063年的一個宋朝（宋仁宗在位最後一年）文獻中指出，于闐的統治者稱自己為喀喇汗，這表明是喀喇汗國人統治于闐。有人推測在敦煌的佛教徒對于闐被征服和當地佛教被禁絕而感到震驚，他們將藏有包含敦煌文獻的莫高窟第十七窟密封起來，以保護之。
《突厥語大詞典》作者麻赫穆德·喀什噶里的說法，在11世紀，于闐的居民仍然說另一種語言，並且對突厥語的了解不深。然而，據信到11世紀末，在整個塔里木盆地，突厥語已成為通用語言。
馬可·波羅1271至1275年間訪問于闐時，他說：“當地居民都崇拜穆罕默德。”

## 經濟
于阗以农业、种植业为主，是西域诸国中最早获得中原养蚕技术的国家，是故手工纺织发达。特产以玉石和丝绸最有名。

### 于闐的金屬硬幣

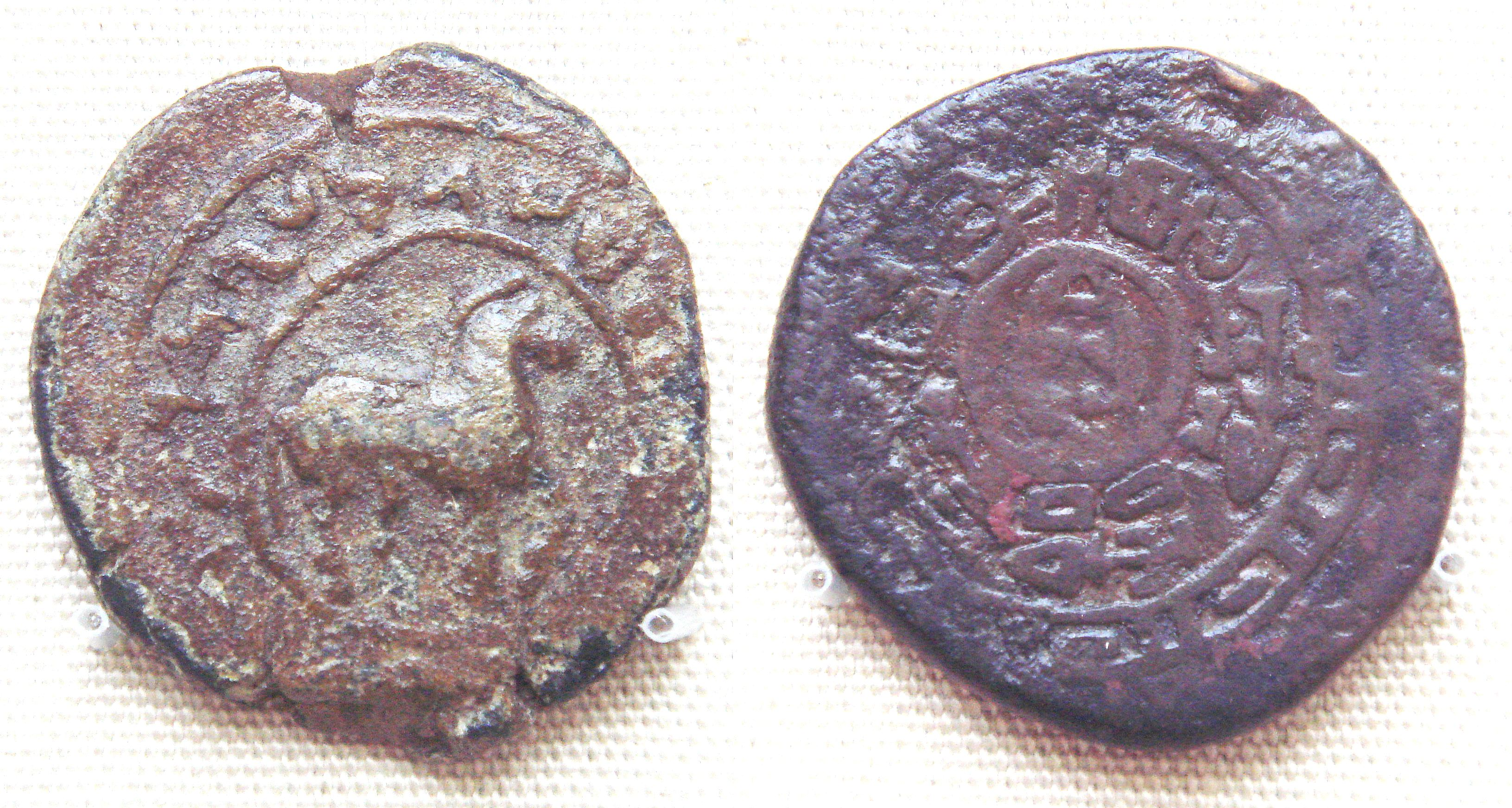
于阗汉佉二体钱（因钱币上有汉文和佉卢文两种题铭而得名，又因有马的图案，又称为马钱）

于闐鑄造的金屬硬幣。正面：佉卢文“Maharajasa, rajati najasa, Mahatasa Gugramayasa”，意思為：“大王，王中之王，偉大者，矩伽羅摩耶娑。背面：汉文："重廿四銖銅餞"。现藏于大英博物馆。
眾所周知，于闐王國既鑄造金屬硬幣，也鑄造無孔的金屬硬幣。
另請參閱：按鑄字列出的中國金屬硬幣清單 §于闐王國

### 蠶絲
于闐是中國以外第一個開始經營蠶業的地方，此說廣为人知，並在壁畫中得到證明。據說某位公主在下嫁闐王時把蠶卵藏在頭髮裡，這件事可能發生在公元一世紀上半葉，但受到一些學者的質疑；另一版本來自玄奘，描述一位中國公主秘密地將蠶運到于闐。玄奘在公元640年至645年間從印度返回長安途中，曾經穿越中亞，路過喀什以及于闐。

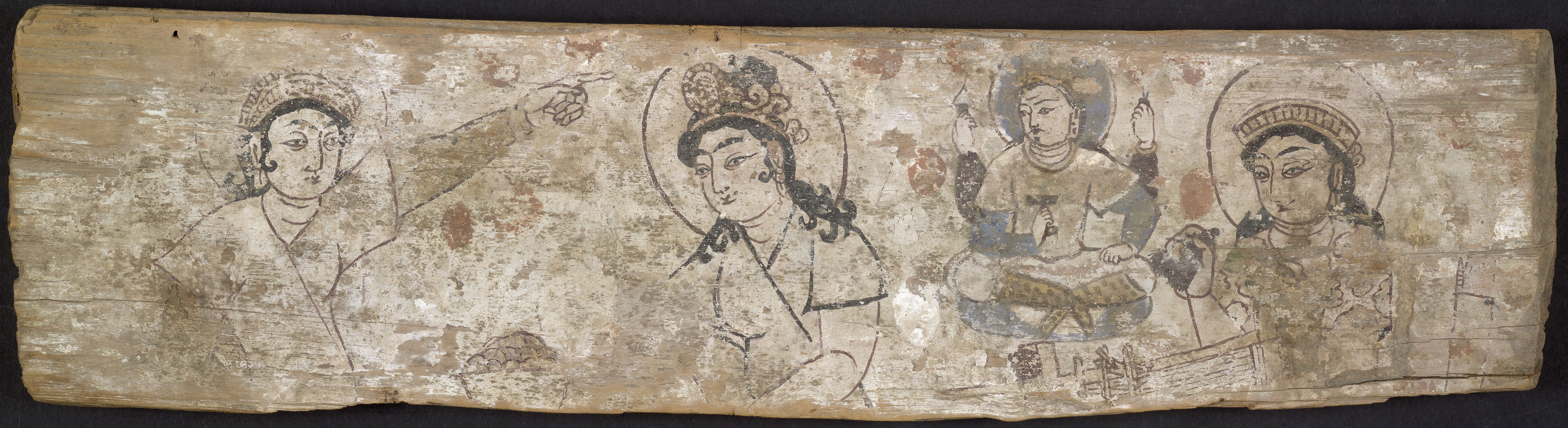
于新疆丹丹乌里克出土，绘制于一木板上，描绘了于阗“东国（即指中国）公主传蚕种”的传说故事图：一公主将产丝绸的虫的蛋藏在她的头饰里，从中国偷运到于阗王国。

根據玄奘的說法，蠶業傳入于闐是在公元5世紀前期，于闐國王希望取得蠶卵、桑樹種子和中國人的養殖製造知識——生產絲綢的三個關鍵組成，為了維持中國對絲綢製造的壟斷，朝廷嚴禁絲綢技術離開中國。玄奘寫道，于闐國王請求一位中國公主下嫁，以示对皇廷的效忠。請求獲准後，于闐遣使使華，護送公主到于闐，使者對公主提議攜帶蠶和桑樹種子，讓公主在于闐仍能做長袍給自己穿，並使當地生活繁榮昌盛，公主在頭飾中隱藏了蠶卵和桑樹種子，通過中國邊境進入于闐。根據玄奘的著作，蠶卵、桑樹和紡織技術再從于闐傳入印度，最終傳達歐洲。

### 玉石
絲綢之路出現之前和之後，于闐都是塔里木盆地南部路線上的重要貿易綠洲，這是“唯一的水源，讓人類可以從南部穿越沙漠”的主要綠洲。除了于闐的地理位置外，也軟玉对華輸出的重要性而享譽於世。
從于闐到中國的玉石貿易已有悠久的歷史，中國考古遺址中能发現來自塔里木盆地的玉器。興隆窪文化和查海遺址中的玉匠一直在雕刻環形吊墜，“早在公元前5,000年就用從于闐的綠色玉石雕刻而成”。鄭振香及她所帶的團隊從婦好墓中發掘出來的數百件商朝晚期玉器，均出自于闐。據《管子》記載，禺氏向中國提供玉石。從次要的資訊來源看來，于闐玉在古代之所以盛行是由於其品質良好，而別處缺乏這類的玉石的緣故。
玄奘還觀察到在公元645年在于闐販售的玉石，並提供了一些玉石買賣的例子。

## 宗教

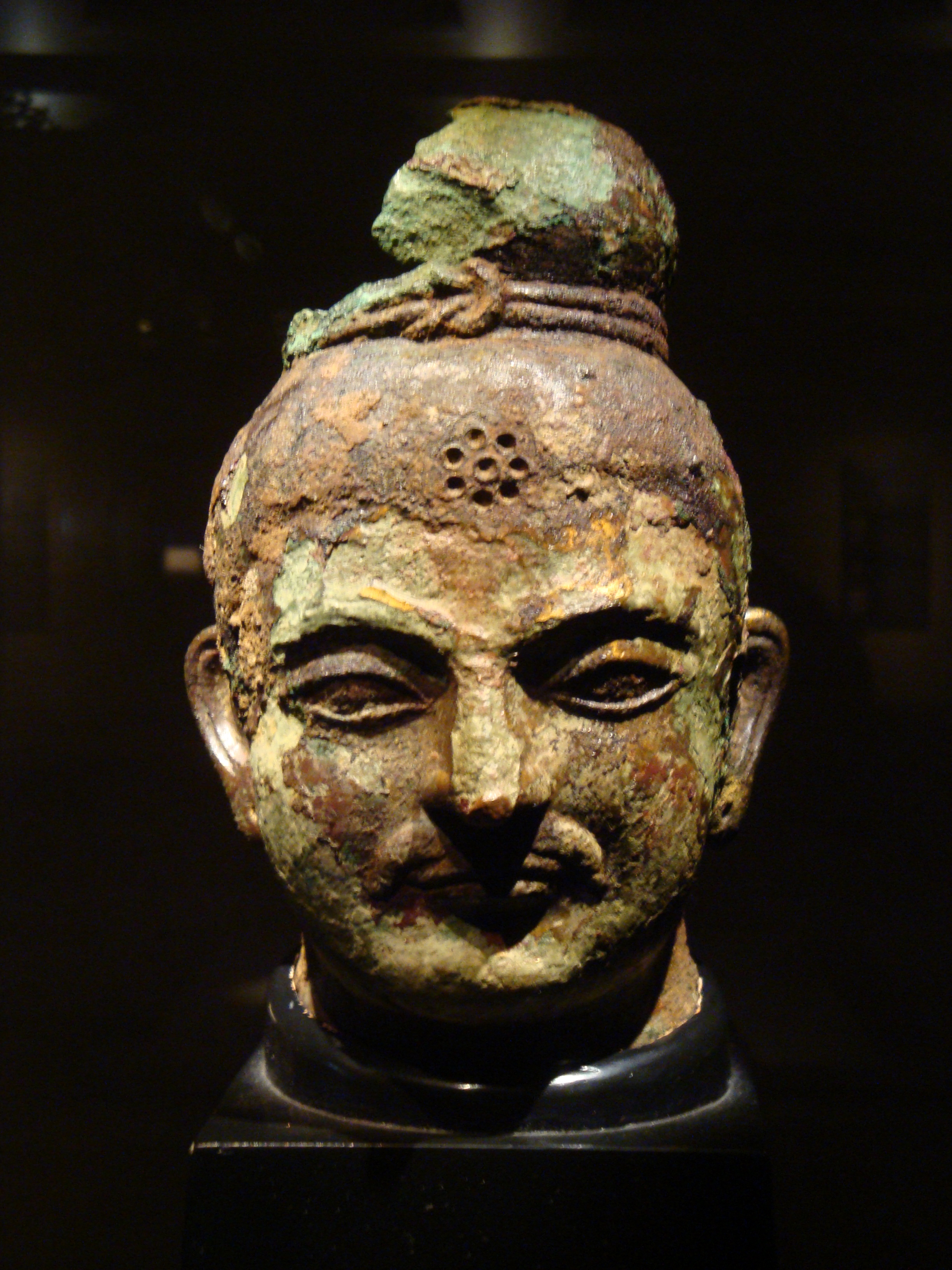
于阗出土的残存佛像的佛首。

于阗自前2世纪末佛教传入后，逐渐成为大乘佛教的中心，在11世纪，于阗的绝大多数人口都信奉佛教。三国两晋北朝至隋唐，于阗一直是中原佛教的源泉之一。于阗特别崇拜毗沙门天王，并认为他是于阗王族的祖先。于阗人民喜爱音乐、戏剧，在绘画方面具有中古印度、中古波斯的混合风格，画家尉迟乙僧于初唐时至长安，绘有许多壁画，与唐人吴道子、阎立本齐名。
于闐王國是佛教的主要中心之一，直到公元11世紀，絕大多數當地人口都是佛教徒。最初于阗人民不是佛教徒，據說佛教是在于闐創建立後170年左右，在公元前一世紀的維賈亞桑巴瓦（Vijayasambhava）統治時期所採納的。而據漢朝班超的說法則是，于闐人民在公元73年仍然似乎是信奉瑣羅亞斯德教或薩滿教，班超之子班勇曾居西域，他也沒有提及那兒存有佛教，而且由於東漢開始之前該地區沒有佛教藝術，因此也有人認為該地區可能直到公元二世紀中葉未才信奉佛教。
于闐主要信奉大乘佛教。根據在四世紀經過于闐的法顯和尚:
在道一月五日，得到于闐。其國豐樂，人民殷盛，盡皆奉法，以法樂相娛。衆僧乃數萬人，多大乘學，皆有衆食。彼國人民星居，家家門前皆起小塔，最小者可高二丈許。作四方僧房，供給客僧及餘所須。國主安堵法顯等於僧伽藍。僧伽藍名瞿摩帝，是大乘寺，三千僧共犍槌食。入食堂時，威儀齊肅，次第而坐，一切寂然，器鉢無聲。淨人益食不得相喚，但以手指麾。
在這方面，于阗與沙漠對面信奉小乘佛教為主的龜茲有別，法顯描述龜茲有十四個大大小小的僧院。于阗在文化交流中使用許多外語，包括漢語、梵語、普拉克里特諸語言、阿波婆罗沙语（卑俗语）和近古藏語。

## 歷史時間表
《大唐西域记》、《于阗国授记》、《于阗教法史》等文献的记载，都说于阗国在公元前数个世纪就建立，文献记载被后来的考古发现所证实。公元初这里使用的铸币，正面印着汉文，背面印着佉卢文。加以张骞通西域时就知道了于阗这一名称，综合所有信息得出结论于阗建国肯定不会晚于公元前2世纪。
- 根據建國傳說，于闐地區最早的居民來自印度孔雀王朝。[9]

- 于闐的成立是在據稱是印度孔雀王朝阿育王的兒子庫什塔納於公元前224年定居在當地時發生的。[111]

- 約公元前84年：據稱佛教傳入于闐。[112]

- 約公元56年：國富兵強的莎車國王賢進攻併吞于闐，將于闐國王榆林轉為驪歸的國王，並立了榆林的弟弟位侍（Weishi）為于闐國王。

- 公元61年：于闐擊敗莎車。此後于闐就變得甚為強大，有13個小王國歸順于闐，在此時和樓蘭（鄯善國）一起成為絲綢之路南部分支的主要強國。

- 公元78年：漢朝將軍班超使于阗降伏。

- 公元105年：西域发生叛亂，于闐重新獨立。

- 公元127年：據說于闐國王放前協助貴霜王朝皇帝迦膩色伽一世征服印度的薩凱特（英语：Saket）。

- 公元127年：班超子班勇進攻並降伏焉耆；然後是龜茲、喀什、于闐、莎車和其他總共17個王國，全都歸順中國。

- 公元129年：于闐國王放前入侵扞罙，並殺其國王興，將自己兒子任命為扞罙國王。并遣使向漢朝進貢，汉顺帝赦免了于闐國王的罪行，命令他交還扞罙，放前拒絕。

- 公元131年：于闐國王放前派遣他的一個兒子到中國進貢。

- 公元132年：中國派遣喀什國王臣磐和20000人進攻並擊敗了于闐，臣磐斬首數百人，並放任士兵自由掠奪。安置前國王興家族的成員，恢復為扞罙國王，然後返國。

- 公元151年：于闐國王建被漢朝西域長史王敬所殺，後者又被于闐人殺死。建的兒子安國被推即位。

- 公元175年：于闐國王安國徹底擊敗扞罙，殺了國王和其他多人。[113]

- 公元399年，中國往西方取經和尚法顯來訪，並報導當地活躍的佛教活動。[114]

- 公元632年：于闐向中國表示效忠，成為附庸國。

- 公元644年：中國往西方取經和尚玄奘在于闐停留7-8個月，並對于阗做了詳細記載。

- 公元670年：西藏入侵並征服了于闐（于闐此時為“安西四鎮”之一）。

- 大約公元670年-673年：于闐由藏人統治。

- 公元674年：國王伏闍雄族裔和追隨者在與藏人作戰後逃往中國，並未返回于闐。

- 約公元680年-約692年：尉遲璥以攝政王身份統治于闐。

- 公元692年：武則天從西藏手中奪回于闐，並設為保護國。

- 公元725年：尉遲眺因與突厥人串謀而被中國斬首，中國立尉遲伏師戰為王。

- 公元728年：中國正式冊封尉遲伏師戰以“于闐王”頭銜。

- 公元736：伏闍達繼尉遲伏師戰為于闐王，而唐玄宗冊封其妻為于闐王妃。

- 約公元740年：尉遲珪繼伏闍達為于闐王，並開始迫害佛教徒。于闐佛教僧侶逃往西藏，並由唐朝的金城公主（下嫁藏王赤德祖贊）給予庇護。不久之後，金城公主死於天花，僧侶不得不再逃往健馱邏國。[115]

- 公元740年：中國冊封尉遲珪的妻子為于闐王妃。

- 公元746：李域（藏文对于阗的称謂）的預言（Prophecy of the Li Country）這部著作完成，後來被加入藏族的丹珠爾（藏文大藏經的一部分）。

- 公元756年：尉遲勝將于闐國事交給他的弟弟尉遲曜。

- 公元786年至788年：在中國往西方取經和尚釋悟空經訪于闐之時，尉遲曜仍在位。[116]

- 公元969年：國王李聖天尉遲僧烏波的兒子 Zongchang派遣了一個朝貢代表團前往中國。

- 公元971年：一位佛僧（名吉祥）將于闐國王的信帶給了宋朝皇帝，並在信中提起破喀什而虜獲會跳舞大象，預備獻給中國朝廷。

- 公元1006年：于闐被回教喀喇汗國統治者優素福·卡迪爾汗所攻克，他是喀什和八剌沙袞的回教統治者的兄弟或表弟。[117]

- 公元1271年至1275年之間：馬可·波羅訪問于闐。[75]

## 国王
于阗[尉迟氏]（前3世纪-1006）
于阗国于851年改国号为金国，938年改称大宝于阗国，983年改称金玉国。

| 名                 | 在位时间 年号             | 即位年                     |
| ------------------ | ------------------------- | -------------------------- |
| 俞林               | (33)                      | 23                         |
| 君得               | (3)                       | 57                         |
| 休莫霸             | (1)                       | 60                         |
| 广德               | (37)                      | 60                         |
| 放前               | (22)                      | 110                        |
| 建                 | (20)                      | 132                        |
| 安国               | (30)                      | 152                        |
| 秋仁               | (25)                      | 丙戌 446                   |
| 婆罗二世           | (6)                       | 辛亥 471                   |
| 散瞿罗摩三世       | (23)                      | 丁巳 477                   |
| 舍都罗             | (30)                      | 庚辰 500                   |
| 尉迟？             | (30)                      | 庚戌 530                   |
| 尉迟？             | (30)                      | 庚辰 560                   |
| 卑示闭练           | (30)                      | 庚戌 590                   |
| 尉迟屈密           | (22)                      | 庚辰 620                   |
| 伏阇信             | (23)                      | 壬寅 642                   |
| 伏阇雄             | (26)                      | 乙丑 665                   |
| 尉迟璥             | (33)                      | 辛卯 691                   |
| 尉迟眺             | (1)                       | 甲子 724                   |
| 尉迟战             | (11)                      | 乙丑 725                   |
| 尉迟达             | (4)                       | 丙子 736                   |
| 尉迟珪             | (5)                       | 庚辰 740                   |
| 尉迟胜             | (18)                      | 乙酉 745                   |
| 尉迟曜             | (27)                      | 甲辰 764                   |
| 尉迟诘             | (38)                      | 辛未 791                   |
| 尉迟迟耶           | (15)                      | 己酉 829                   |
| 尉迟南塔           | (15)                      | 甲子 844                   |
| 尉迟佤那           | (29)                      | 己卯 859                   |
| 尉迟毗讫罗摩       | (24)                      | 戊申 888                   |
| 尉迟僧乌波(李圣天) | 同庆(38) 天兴(14) 天寿(4) | 壬申 912 庚戌 950 癸亥 963 |
| 尉迟输罗(李从德)   | 天尊(11)                  | 丁卯 967                   |
| 尉迟达磨           | 中兴(8)                   | 戊寅 978                   |
| 尉迟僧伽罗摩       | (13)                      | 丙戌 986                   |
| 尉迟萨格玛依       | (7)                       | 己亥 999                   |

## 綫粒體DNA分析
距離在洛浦縣的于闐考古遺址約有14公里處，在稱為“山普拉”的墓地發現有希臘化的文化藝術品，例如山普拉掛毯（其來源很可能來自不遠的希臘-巴克特里亞王國），當地居民大約在公元前217年到公元283年之間將逝者埋葬在這個墓地。對此墓地的人類遺體做的線粒體DNA分析，結果顯示他們有高加索人的遺傳親緣，特別是有奧塞梯人和伊朗人的母系遺傳，以及東地中海人的父系遺傳。從歷史記載看來似乎證實了這一關聯，眾所周知，亞歷山大大帝與一位來自巴克特里亞名叫罗克珊娜的粟特女士結婚，他也鼓勵士兵和將領迎娶當地婦女；因此，塞琉古帝國和希臘-巴克特里亞王國的後來國王都有混合了波斯和希臘民族血緣背景。

### 引用
1. ↑  Stein, M. Aurel. . Oxford: Clarendon Press. 1907.
2. ↑  Charles Higham. . Facts on File. 2004: 143. ISBN 0-8160-4640-9.
3. ↑  . The Silk Road Foundation Newsletter.   [2007-07-21]. （原始内容存档于2007-09-27）.
4. ↑  . The Linguist.   [2007-08-02]. （原始内容存档于2012-03-01）.
5. 1 2  Mukerjee 1964.
6. ↑  Jan Romgard.  (PDF). Sino-Platonic Papers. 2008, (185): 40  [2014-11-23]. （原始内容 (PDF)存档于2012-02-06）.
7. ↑  清徐松 《西域水道记》 65页
8. ↑  . 凤凰网. 2011-11-18  [2018-11-16]. （原始内容存档于2020-05-24）.
9. 1 2 3 4 5 6 7 8  Mallory, J. P.; Mair, Victor H., , London: Thames & Hudson, 2000
10. ↑  榮新江：《華戎交匯：敦煌民族與中西交通》（蘭州：甘肅教育出版社，2008），頁164。
11. ↑  Stein, Aurel M. 1907. Ancient Khotan: Detailed report of archaeological explorations in Chinese Turkestan, 2 vols., p. 180. Clarendon Press. Oxford.  （页面存档备份，存于）
12. ↑  Stein, M. Aurel. . Oxford: Clarendon Press. 1907.
13. ↑  Charles Higham. . Facts on File. 2004: 143. ISBN 978-0-8160-4640-9.
14. ↑  荣新江; 朱丽双. . 兰州: 甘肃教育出版社. 2013. ISBN 9787542330543. ，p.3
15. 1 2 3 4 5 6  Harold Walter Bailey. . Cambridge University Press. 1979: 501–502. ISBN 978-0521142502.
16. 1 2  Paul Pelliot, Notes on Marco Polo，I, Paris: A Maisonneuve, 1959, pp.408-425.转引自：荣新江; 朱丽双. . 兰州: 甘肃教育出版社. 2013. ISBN 9787542330543.
17. ↑  林连通; 郑张尚芳. . 江西教育出版社. 2012-12: 2, 1928. ISBN 9787539265995.
18. ↑  張廣達; 榮新江.  . 北京: 中國人民大學出版社. 2008. ISBN 9787300097251. ,p.164
19. ↑  Theobald, Ulrich. . ChinaKnowledge.de. 16 October 2011  [2 September 2016]. （原始内容存档于2006-05-13）.
20. ↑  《西藏王统记》，索南坚赞著，刘立千译注，民族出版社2000年出版，参见第95页，及195页脚注506。
21. 1 2  H.W. Bailey.  reprint. Cambridge University Press. 31 October 1979: 1  [2019-12-31]. ISBN 978-0521040808. （原始内容存档于2020-11-16）.
22. ↑  . qkzz.net.   [2019-12-31]. （原始内容存档于2013-12-29）.
23. ↑  . 华夏地理互动社区.   [2019-12-31]. （原始内容存档于2008-02-06）. |url-status=和|dead-url=只需其一 (帮助)
24. ↑  《翻梵语》T54n2130 （页面存档备份，存于），國土名第四十三
25. ↑  . depts.washington.edu.   [2019-12-31]. （原始内容存档于2020-08-09）.
26. ↑  Stein, Aurel. .   [2019-12-31]. （原始内容存档于2016-09-16）.
27. ↑  Jan Romgard.  (PDF). Sino-Platonic Papers. 2008, (185): 40  [2014-11-23]. （原始内容存档 (PDF)于2012-02-06）. |url-status=和|dead-url=只需其一 (帮助)
28. ↑  Jeong Su-il. . . Seoul Selection. 17 July 2016  [2019-12-31]. ISBN 9781624120763. （原始内容存档于2020-11-16）.
29. 1 2  Emmerick, R. E. . Ehsan Yarshater  (编). . Cambridge University Press; Reissue edition. 14 April 1983: 263  [2019-12-31]. ISBN 978-0521200929. （原始内容存档于2020-12-06）.
30. ↑  Smith, Vincent A. . Atlantic Publishers. 1999: 193  [2019-12-31]. ISBN 978-8171566181. （原始内容存档于2020-11-16）.
31. 1 2  Xavier Tremblay. Ann Heirman, Stephan Peter Bumbacher , 编. . 2007-05-11  [2019-12-31]. ISBN 978-9004158306. （原始内容存档于2020-11-16）.
32. 1 2 3 4 5  Emmerick, R. E. . Ehsan Yarshater  (编). . Cambridge University Press; Reissue edition. 14 April 1983: 265–266  [2019-12-31]. ISBN 978-0521200929. （原始内容存档于2020-11-16）.
33. ↑  Stein, Aurel. . : 91  [2019-12-31]. （原始内容存档于2016-09-17）.
34. ↑  Whitfield, Susan. . British Library. August 2004: 170  [2019-12-31]. ISBN 978-1932476132. （原始内容存档于2020-11-16）.
35. ↑  Suzanne G., Valenstein. . The Metropolitan Museum of Art. 2007  [2019-12-31]. （原始内容存档于2020-09-22）.
36. ↑  Christopoulos, Lucas (August 2012), "Hellenes and Romans in Ancient China (240 BC – 1398 AD)," in Victor H. Mair (ed), Sino-Platonic Papers, No. 230, Chinese Academy of Social Sciences, University of Pennsylvania Department of East Asian Languages and Civilizations, p. 26, ISSN 2157-9687.
37. ↑  Lucas, Christopoulos.  (PDF). Sino-Platonic Papers. August 2012, (230): 9–20  [2019-12-31]. ISSN 2157-9687. （原始内容 (PDF)存档于2021-07-03）.
38. ↑  For another thorough assessment, see W.W. Tarn (1966), The Greeks in Bactria and India, reprint edition, London & New York: Cambridge University Press, pp 109-111.
39. ↑  Xavier Tremblay, "The Spread of Buddhism in Serindia: Buddhism Among Iranians, Tocharians and Turks before the 13th Century," in The Spread of Buddhism, eds Ann Heirman and Stephan Peter Bumbacker, Leiden: Koninklijke Brill, 2007, p. 77.
40. ↑  Sampul   (Approved - N)位于GEOnet名称服务的结果, United States National Geospatial-Intelligence Agency
41. ↑  سامپۇل   (Variant Non-Roman Script - VS)位于GEOnet名称服务的结果, United States National Geospatial-Intelligence Agency
42. ↑  Baumer, Christoph. . I.B.Tauris. 30 November 2012: 219  [2019-12-31]. ISBN 978-1780760605. （原始内容存档于2020-11-16）.
43. ↑  Ronald E. Emmerick. . Gernot Windfuhr  (编). . Routledge. : 377  [2019-12-31]. （原始内容存档于2020-12-06）.
44. ↑  C. Debaine-Francfort, A. Idriss. . Electricite de France. 2001. ISBN 978-2868050946.
45. ↑  J. P. mallory.  (PDF). Penn Museum.   [2019-12-31]. （原始内容存档 (PDF)于2016-09-09）. |url-status=和|dead-url=只需其一 (帮助)
46. ↑  Zhang Guang-da. . UNESCO. 1999: 283  [2019-12-31]. ISBN 978-8120815407. （原始内容存档于2020-12-09）.
47. ↑  Yu Taishan (June 2010), "The Earliest Tocharians in China" in Victor H. Mair (ed), Sino-Platonic Papers, Chinese Academy of Social Sciences, University of Pennsylvania Department of East Asian Languages and Civilizations, p. 13.
48. ↑  Mallory, J. P. & Mair, Victor H. . Thames & Hudson. London. 2000: 58. ISBN 978-0-500-05101-6.
49. ↑  Torday, Laszlo. (1997). Mounted Archers: The Beginnings of Central Asian History. Durham: The Durham Academic Press, pp 80-81, ISBN 978-1-900838-03-0.
50. ↑  Yü, Ying-shih. (1986). "Han Foreign Relations," in The Cambridge History of China: Volume I: the Ch'in and Han Empires, 221 B.C. – A.D. 220, 377-462. Edited by Denis Twitchett and Michael Loewe. Cambridge: Cambridge University Press, pp 377-388, 391, ISBN 978-0-521-24327-8.
51. ↑  Chang, Chun-shu. (2007). The Rise of the Chinese Empire: Volume II; Frontier, Immigration, & Empire in Han China, 130 B.C. – A.D. 157. Ann Arbor: University of Michigan Press, pp 5-8 ISBN 978-0-472-11534-1.
52. ↑  Di Cosmo, Nicola. (2002). Ancient China and Its Enemies: The Rise of Nomadic Power in East Asian History. Cambridge: Cambridge University Press, pp. 174-189, 196-198, 241-242 ISBN 978-0-521-77064-4.
53. ↑  Yu Taishan.  (PDF). Sino-Platonic Papers. June 2010: 21–22  [2019-12-31]. （原始内容存档 (PDF)于2016-12-20）.
54. ↑  Kazuo Enoki (1998), "The So-called Sino-Kharoshthi Coins," in Rokuro Kono (ed.), Studia Asiatica: The Collected Papers in Western Languages of the Late Dr. Kazuo Enoki, Tokyo: Kyu-Shoin, pp. 396–97.
55. ↑  . Encyclopaedia Iranica.   [2025-06-11] （美国英语）.
56. ↑  Bailey, H.W. . Ehsan Yarshater  (编).  reprint. Cambridge University Press. 1996: 1231–1235  [2019-12-31]. （原始内容存档于2020-12-07）.
57. ↑  Hansen, Valerie.  (PDF). Bulletin of the Asia Institute. 2005, 19: 37–46  [2019-12-31]. （原始内容 (PDF)存档于2016-03-04）.
58. ↑  Hulsewé, A F P. . Leiden: Brill. 1979. ISBN 978-9004058842., p. 97.
59. ↑  Mukerjee, Radhakamal. . Asia Pub. House. 1964年.
60. ↑  Jan Romgard.  (PDF). Sino-Platonic Papers. 2008年, (185): 第40页  [2014-11-23]. （原始内容 (PDF)存档于2012-02-06）.
61. ↑  
Mallory, J. P.; Mair, Victor H., , London: Thames & Hudson, 2000年
62. ↑  . 浩学历史网. 浩学历史网. 2008-01-22  [2016-01-14]. （原始内容存档于2020-11-26）.
63. ↑  《汉书·西域传上》：于阗国，王治西城，去长安九千六百七十里。户三千三百，口万九千三百，胜兵二千四百人。
64. ↑  《后汉书·西域传第七十八》：建武末，莎车王贤强盛，攻并于窴，徙其王俞林为骊归王。
65. ↑  《后汉书·西域传第七十八》：明帝永平中，于窴将休莫霸反莎车，自立为于窴王。休莫霸死，兄子广德立，后遂灭莎车，其国转盛。
66. ↑  《后汉书·西域传第七十八》：从精绝西北至疏勒十三国皆服从。而鄯善王亦始强盛。自是南道目葱领以东，唯此二国为大。
67. ↑  《后汉书·西域传第七十八》：于窴国，居西城，去长史所居五千三百里，去洛阳万一千七百里。领户三万二千，口八万三千，胜兵三万余人。
68. ↑  《西藏王统记》，索南坚赞著，刘立千译注，民族出版社2000年出版，参见第95页，及195页脚注506。
69. ↑  《宋史》：开宝四年（公元971年），其国（于阗）僧吉祥以其国王书来上，自言破疏勒国得舞象一，欲以为贡，诏许之
70. ↑  E. Yarshater (编). . . Cambridge University Press. 1983-04-14: 271. ISBN 978-0521200929.
71. ↑  Valerie Hansen. . Oxford University Press. 2012-10-11: 227–228. ISBN 978-0-19-515931-8.
72. ↑  Johan Elverskog. . University of Pennsylvania Press. 2010: 95. ISBN 978-0-8122-4237-9.
73. ↑  明 严从简 《殊域周咨录》 496页  中华书局
74. 1 2  Latham, Ronald. . 1958: 80.
75. 1 2  Stein, Aurel M. 1907. Ancient Khotan: Detailed report of archaeological explorations in Chinese Turkestan, 2 vols., p. 183. Clarendon Press. Oxford.  （页面存档备份，存于）
76. ↑  Wood, Frances. . 2002: 18. ISBN 9780520243408.
77. 1 2  James A. Millward. . Columbia University Press. 2007: 55–. ISBN 978-0-231-13924-3.
78. ↑  Valerie Hansen. . Oxford University Press. 17 July 2012: 226–  [2019-12-31]. ISBN 978-0-19-993921-3. （原始内容存档于2020-11-16）.
79. ↑  George Michell; John Gollings; Marika Vicziany; Yen Hu Tsui. . Frances Lincoln. 2008: 13–. ISBN 978-0-7112-2913-6.
80. ↑  Trudy Ring; Robert M. Salkin; Sharon La Boda. . Taylor & Francis. 1994: 457–  [2019-12-31]. ISBN 978-1-884964-04-6. （原始内容存档于2016-05-10）.
81. ↑  E. Yarshater (编). . . Cambridge University Press. 1983-04-14: 271. ISBN 978-0521200929.
82. ↑  Thum, Rian. . The Journal of Asian Studies (The Association for Asian Studies, Inc. 2012). 6 August 2012, 71 (3): 632  [29 September 2014]. doi:10.1017/S0021911812000629. （原始内容存档于2015-09-04）.
83. ↑  Thum, Rian. . The Journal of Asian Studies (The Association for Asian Studies, Inc. 2012). 6 August 2012, 71 (3): 633  [29 September 2014]. doi:10.1017/S0021911812000629. （原始内容存档于2015-09-04）.
84. ↑  Thum, Rian. . The Journal of Asian Studies (The Association for Asian Studies, Inc. 2012). 6 August 2012, 71 (3): 634  [29 September 2014]. doi:10.1017/S0021911812000629. （原始内容存档于2015-09-04）.
85. ↑  Matthew Tom Kapstein, Brandon Dotson (编). . Brill. 20 July 2007: 96  [2019-12-31]. ISBN 978-9004160644. （原始内容存档于2020-11-16）.
86. ↑  Valerie Hansen. . Oxford University Press. 17 July 2012: 227–228  [2019-12-31]. ISBN 978-0-19-993921-3. （原始内容存档于2020-11-16）.
87. ↑   (PDF).   [2019-12-31]. （原始内容 (PDF)存档于2020-05-19）.
88. ↑  Scott Cameron Levi; Ron Sela. . Indiana University Press. 2010: 72–  [2019-12-31]. ISBN 978-0-253-35385-6. （原始内容存档于2020-11-16）.
89. ↑  Akiner. . Routledge. 28 October 2013: 71–  [2019-12-31]. ISBN 978-1-136-15034-0. （原始内容存档于2020-12-06）.
90. ↑  J.M. Dent, , : 96–97, 1908
91. ↑  Wood, Frances. . 2002: 18. ISBN 9780520243408.
92. ↑  夏鼐. . 中国社会科学出版社. 2008年7月1日. ISBN 9787500470472.
93. ↑  . Vladimir Belyaev (Chinese Coinage Web Site). 3 December 1999  [2 September 2018]. （原始内容存档于2020-08-17） （英语）.
94. ↑   (PDF). by Stein Márk Aurél (hosted on Wikimedia Commons). 1907  [2 September 2018]. （原始内容存档 (PDF)于2020-11-16） （英语）.
95. ↑  Cribb, Joe, "The Sino-Kharosthi Coins of Khotan: Their Attribution and Relevance to Kushan Chronology: Part 1" （页面存档备份，存于）, Numismatic Chronicle Vol. 144 (1984), pp. 128–152;  and Cribb, Joe, "The Sino-Kharosthi Coins of Khotan: Their Attribution and Relevance to Kushan Chronology: Part 2" （页面存档备份，存于）, Numismatic Chronicle Vol. 145 (1985), pp. 136–149.
96. ↑  Hill (2009). "Appendix A: Introduction of Silk Cultivation to Khotan in the 1st Century CE", pp. 466-467.
97. ↑  
Boulnois, L. . Odyssey. 2004: 179.
98. ↑  
Boulnois, L. . Odyssey. 2004: 179–184.
99. ↑  
Whitfield, Susan. . London. 1999: 24.
100. 1 2  
Wood, Frances. . London. 2002: 151.
101. ↑  Liu, Xinru. . Journal of World History. 2001, 12 (2): 261-292  [2025-06-11]. ISSN 1527-8050. JSTOR 20078910. doi:10.1353/jwh.2001.0034.
102. ↑  Lebedynsky, Iaroslav. . Civilisations et cultures. Paris: Éd. Errance. 2006: 59. ISBN 978-2-87772-337-4.
103. 1 2  Ehsan Yar-Shater, William Bayne Fisher, The Cambridge history of Iran: The Seleucid, Parthian and Sasanian periods. Cambridge University Press, 1983, page 963.
104. ↑  Baij Nath Puri. . Motilal Banarsidass. December 1987: 53  [2019-12-31]. ISBN 978-8120803725. （原始内容存档于2020-12-06）.
105. 1 2  Ma Yong, Sun Yutang. Janos Harmatta , 编. . 1999: 237–238  [2019-12-31]. ISBN 978-8120814080. （原始内容存档于2020-11-16）.
106. ↑  Wood, Frances. . London. 2002: 95.
107. ↑  Buswell, Robert Jr; Lopez, Donald S. Jr. (编). . Princeton, NJ: Princeton University Press. 2013: 433. ISBN 9780691157863.
108. ↑  https://zh.m.wikisource.org/wiki/佛國記
109. ↑  . Silkroads foundation.   [2007-08-02]. （原始内容存档于2007-07-08）.
110. ↑  http://www.xinouzhou.com/%E5%8F%A4%E5%9B%BD%E4%BA%8E%E9%98%97%E6%98%AF%E4%BD%95%E6%97%B6%E5%BB%BA%E5%9B%BD%E7%9A%84/
111. ↑  Sinha, Bindeshwari Prasad. . Kashi Prasad Jayaswal Research Institute. 1974.
112. ↑  Emmerick, R E. . Reiyukai Library. 1979., p.4-5.
113. ↑  Hill (2009), p. 17.
114. ↑  Legge, James. Trans. and ed. 1886. A Record of Buddhistic Kingdoms: being an account by the Chinese monk Fâ-hsien of his travels in India and Ceylon (A.D. 399-414) in search of the Buddhist Books of Discipline. Reprint: Dover Publications, New York. 1965, pp. 16-20.
115. ↑  Hill (1988), p. 184.
116. ↑  Hill (1988), p. 185.
117. ↑  Stein, Aurel M. 1907. Ancient Khotan: Detailed report of archaeological explorations in Chinese Turkestan, 2 vols., p. 180. Clarendon Press. Oxford.  （页面存档备份，存于）
118. 1 2  Chengzhi, Xie; Chunxiang, Li; Yinqiu, Cui; Dawei, Cai; Haijing, Wang; Hong, Zhu; Hui, Zhou. . Progress in Natural Science. 2007-08-01, 17 (8): 927–933. ISSN 1002-0071. doi:10.1080/10002007088537493 （英语）.
119. ↑  Christopoulos, Lucas (August 2012), "Hellenes and Romans in Ancient China (240 BC – 1398 AD)," in Victor H. Mair (ed), Sino-Platonic Papers, No. 230, Chinese Academy of Social Sciences, University of Pennsylvania Department of East Asian Languages and Civilizations, pp 15-16, ISSN 2157-9687.
120. ↑  Christopoulos, Lucas (August 2012), "Hellenes and Romans in Ancient China (240 BC – 1398 AD)," in Victor H. Mair (ed), Sino-Platonic Papers, No. 230, Chinese Academy of Social Sciences, University of Pennsylvania Department of East Asian Languages and Civilizations, p. 27, ISSN 2157-9687.
121. ↑  Christopoulos, Lucas (August 2012), "Hellenes and Romans in Ancient China (240 BC – 1398 AD)," in Victor H. Mair (ed), Sino-Platonic Papers, No. 230, Chinese Academy of Social Sciences, University of Pennsylvania Department of East Asian Languages and Civilizations, p. 27 & footnote #46, ISSN 2157-9687.
122. ↑  Livius.org. "Roxane （页面存档备份，存于）." Articles on Ancient History. Page last modified 17 August 2015. Retrieved on 8 September 2016.
123. ↑  Strachan, Edward and Roy Bolton (2008), Russia and Europe in the Nineteenth Century, London: Sphinx Fine Art, p. 87, ISBN 978-1-907200-02-1.
124. ↑  For another publication calling her "Sogdian", see Christopoulos, Lucas (August 2012), "Hellenes and Romans in Ancient China (240 BC – 1398 AD)," in Victor H. Mair (ed), Sino-Platonic Papers, No. 230, Chinese Academy of Social Sciences, University of Pennsylvania Department of East Asian Languages and Civilizations, p. 4, ISSN 2157-9687.
125. ↑  Holt, Frank L. (1989), Alexander the Great and Bactria: the Formation of a Greek Frontier in Central Asia, Leiden, New York, Copenhagen, Cologne: E. J. Brill, pp 67–8, ISBN 90-04-08612-9.
126. ↑  Ahmed, S. Z. (2004), Chaghatai: the Fabulous Cities and People of the Silk Road, West Conshokoken: Infinity Publishing, p. 61.
127. ↑  Magill, Frank N. et al. (1998), The Ancient World: Dictionary of World Biography, Volume 1, Pasadena, Chicago, London,: Fitzroy Dearborn Publishers, Salem Press, p. 1010, ISBN 0-89356-313-7.
128. ↑  Lucas Christopoulos writes the following: "The kings (or soldiers) of the Sampul cemetery came from various origins, composing as they did a homogenous army made of Hellenized Persians, western Scythians, or Sacae Iranians from their mother’s side, just as were most of  the  second  generation  of  Greeks  colonists  living  in  the  Seleucid  Empire.  Most  of  the  soldiers  of  Alexander  the Great who stayed in Persia, India and central Asia had married local women, thus their leading generals were mostly Greeks from their father’s side or had Greco-Macedonian grandfathers. Antiochos had a Persian mother, and all the later Indo-Greeks or Greco-Bactrians were revered in the population as locals, as they used both Greek and Bactrian scripts  on  their  coins  and  worshipped  the  local  gods.  The  DNA  testing  of  the  Sampul  cemetery  shows  that the occupants had paternal origins in the eastern part of the Mediterranean"; see Christopoulos, Lucas (August 2012), "Hellenes and Romans in Ancient China (240 BC – 1398 AD)," in Victor H. Mair (ed), Sino-Platonic Papers, No. 230, Chinese Academy of Social Sciences, University of Pennsylvania Department of East Asian Languages and Civilizations, p. 27 & footnote #46, ISSN 2157-9687.

### 书籍
- 張廣達、榮新江：《于闐史叢考》（增訂本）（北京：中國人民大學出版社，2008）。

## 延伸阅读
[在维基数据编辑]
 《欽定古今圖書集成·方輿彙編·邊裔典·于闐部》，出自陈梦雷《古今圖書集成》
 《後漢書·卷88》，出自范晔《後漢書》
 《梁書/卷54》，出自姚思廉《梁書》
 《魏書·卷102》，出自魏收《魏书》
 《周書·卷50》，出自令狐德棻《周書》
 《南史·卷79》，出自李延壽《南史》
 《北史·卷097》，出自李延壽《北史》
 《隋書·卷83》，出自魏徵《隋书》
 《舊唐書·卷198》，出自刘昫《舊唐書》
 《新唐書·卷221上》，出自《新唐書》
 《舊五代史·卷138》，出自薛居正《舊五代史》
 《新五代史·卷74》，出自歐陽修《新五代史》
 《宋史·卷490》，出自脱脱《宋史》
 《明史卷三百三十二》，出自《明史》